# 温古贾岛

岛屿地图

两个岛屿的位置地图：左方是桑给巴尔岛，右上的是奔巴岛

温古贾岛是印度洋西側桑给巴尔群岛的主岛，屬於坦尚尼亞的半自治行政區，島上最大城市為桑给巴尔市，該島也稱為尚吉巴或尚吉巴島。

## 地理
岛上地形主要以丘陵为主，长85公里，最宽处宽30公里，面积约1600 km²。

## 行政區劃與人口
島上劃分為三個行政區，分別是
- 西尚吉巴行政區（英语：Mjini Magharibi Region），人口893,169，行政中心尚吉巴市
- 北溫古賈行政區（英语：Unguja North Region），人口257,290，行政中心Mkokotoni（英语：Mkokotoni）
- 南溫古賈行政區（英语：Unguja South Region），人口195,873[1]，行政中心Koani（英语：Koani）

溫古賈島上最大城市為尚吉巴市，該市也是坦桑尼亚第三大城市。